# 니시오하시역
니시오하시역(일본어: 西大橋駅, にしおおはしえき)은 일본 오사카부 오사카시 니시구에 있는 지하철 나가호리쓰루미료쿠치 선의 철도역이다. 역 번호는 N14이다.
나니와스지(なにわ筋)와 나가호리 대로(長堀通り)가 교차하는 곳에 위치하고 있으며, 추후에 나니와스지 선(なにわ筋線)이 개통될 경우, 이 역은 나니와스지 선과의 환승역이 된다.

## 타는 곳
| 1 | ■ 나가호리쓰루미료쿠치 선 | 신사이바시·교바시·가도마미나미 방면 |
| 2 | ■ 나가호리쓰루미료쿠치 선 | 다이쇼 방면                         |

## 역세권 정보
- 오사카시 소방서 서부지서 (大阪市消防署西署).
- 오사카 후생연금회관 (大阪厚生年金会館).
- 호리에 (堀江) 지구.

## 인접역
| ■ 오사카 메트로 나가호리쓰루미료쿠치선 | ■ 오사카 메트로 나가호리쓰루미료쿠치선 | ■ 오사카 메트로 나가호리쓰루미료쿠치선 |
| -------------------------------------- | -------------------------------------- | -------------------------------------- |
| N13 니시나가호리 다이쇼 방면           |                                        | 신사이바시 N14 가도마미나미 방면       |